# Hans von Hardenberg
Hans Christoph Hildebrand Aloysius von Hardenberg, baron von Hardenberg à partir de 1882, (né le 27 octobre 1824 à Oberwiederstedt, arrondissement de Mansfeld-Montagne et mort le 25 février 1887 à Munich) est un homme politique prussien. Il est député de la chambre des seigneurs de Prusse, administrateur d'arrondissement prussien et vice-président du gouvernement.

## Biographie
Il est issu de la famille noble von Hardenberg (de) et est le fils d'Anton von Hardenberg (de) (1781-1825), seigneur d'Oberwiederstedt, et d'Annette née von Witzleben (1783-1857). En 1854, Hardenberg devient député de la chambre des seigneurs de Prusse. À partir de 1861, il est dans la fonction publique prussienne. En 1862, il succède à Anton von Krosigk comme administrateur de l'arrondissement de Mansfeld-Montagne du district de Mersebourg de la province prussienne de Saxe et reste en fonction jusqu'en 1866. En 1866, il est commissaire civil du royaume de Hanovre, annexé par la Prusse, avec rang de président de district. De 1867 à 1876, il dirige le district de Cassel en tant que vice-président avec rang de président de district, mais en 1875, il est jugé inapte au poste de haut président de Hesse-Nassau
Le 24 octobre 1846 à Berlin, il se marie avec Marie von Carlowitz (née le 11 janvier 1825 à Francfort-sur-le-Main et mort le 19 août 1899 à Hainbücht près de Stadtroda), fille de Hans Georg von Carlowitz (1772-1840) et de Jeannette Karoline von Schönberg (1780-1826). Leur fils Askan von Hardenberg (de) (1861-1916) travaille comme conseiller d'État en Saxe-Altenbourg.